# ポストテンション方式
プレストレスト・コンクリート (Prestressed Reinforced Concrete)における、ポストテンション方式とは、鉄筋コンクリート構造（RC造）の一部を中空化（構造を貫通）し、コンクリートの強度が出た後に、PC鋼材を通して張力を与え、残りの空間にグラウトを注入して一体化させることによりプレストレスト・コンクリートを完成させる工法。主に、ボイドスラブの補強や、大スパンのスラブにおいて、梁の代用として補助的に設計される。
また、重量の嵩む梁を代用し、それを省略することで躯体の軽量化による耐震性の向上を盛り込むことができる。